# 籃球服

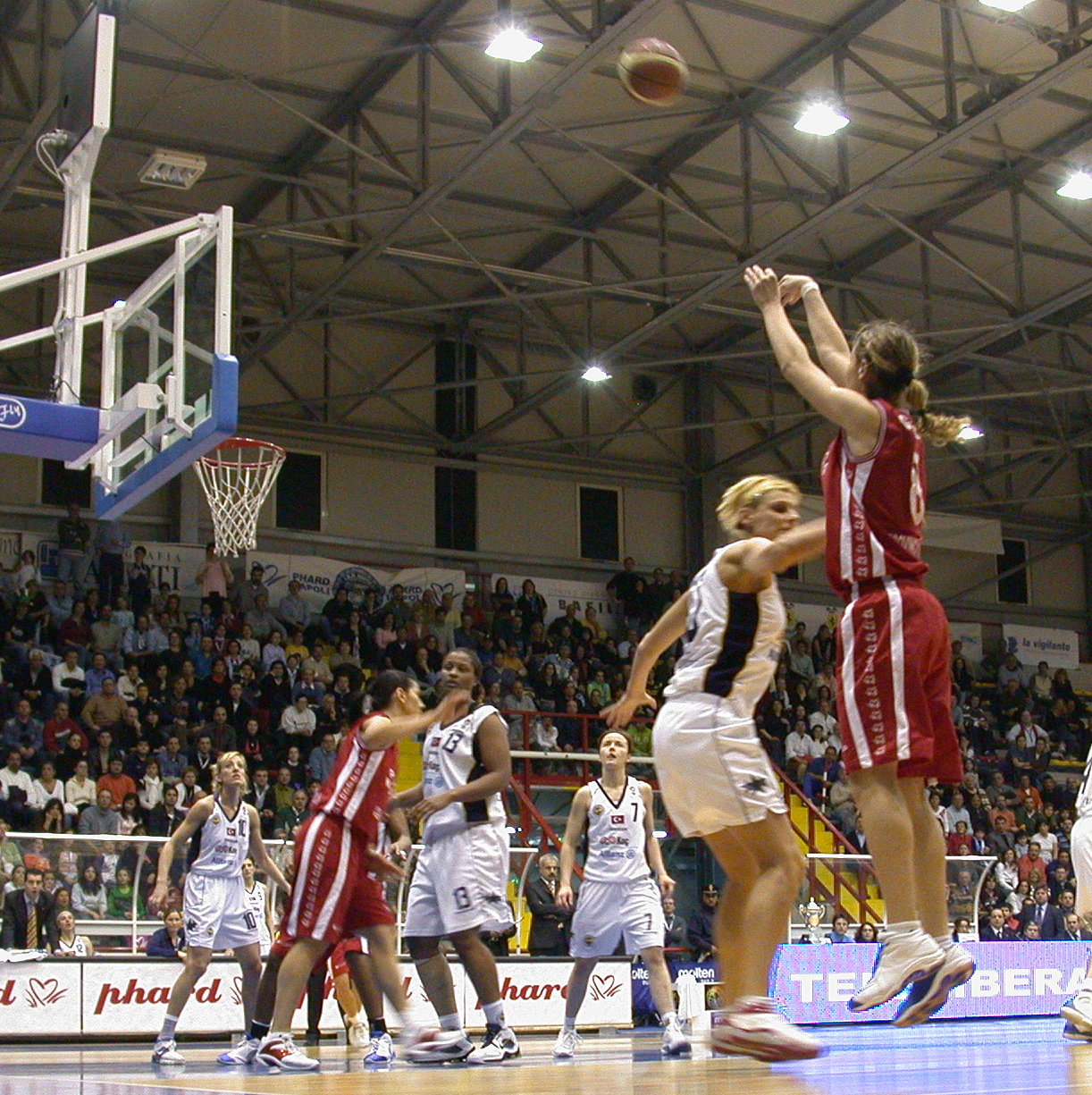
籃球球員穿著相同球衣，圖為2005年FIBA世界盃女子總決賽。

籃球服是籃球球員所穿的球衣。籃球服背面有球員的號碼和姓氏（或名字），通常還會搭配短褲和運動鞋。在隊伍中，球員會穿上代表球隊顏色的球衣。主場隊伍通常會穿淺色的球衣，客場隊伍通常會穿深色的球衣。
不同的籃球聯賽對於場上的球衣有不同的規範。在籃球早期發展階段中，球員可以穿著任何類型的運動服。但在20世紀初期，特殊的運動服已經被製造出來並販售給籃球員。球衣的風格、剪裁還有合身程度在後來的幾十年中不斷改進，而改進的方向大抵以當時的流行為主。
NBA等職業籃球賽及國際賽，教練團通常穿西裝，其他的籃球賽也可穿Polo衫。裁判的制服通常是繡有背號的T恤或Polo衫，以及黑色長褲。

## 歷史

### Jerseys and shorts

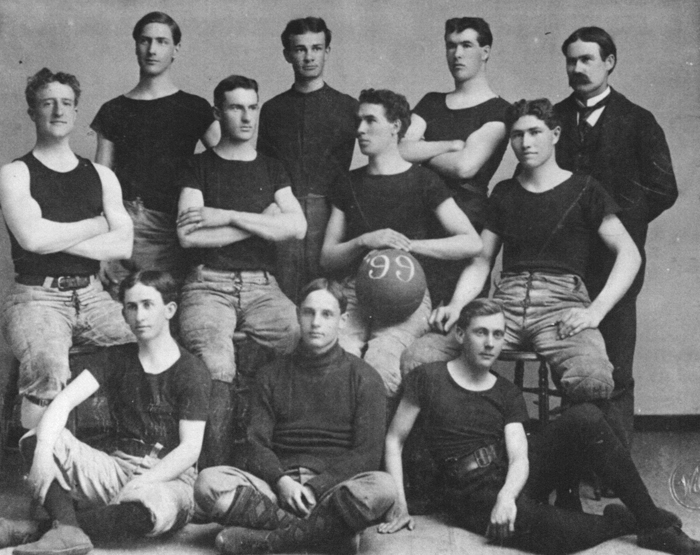
1899年的堪薩斯大學籃球隊，穿著有袖的球衣與長褲。

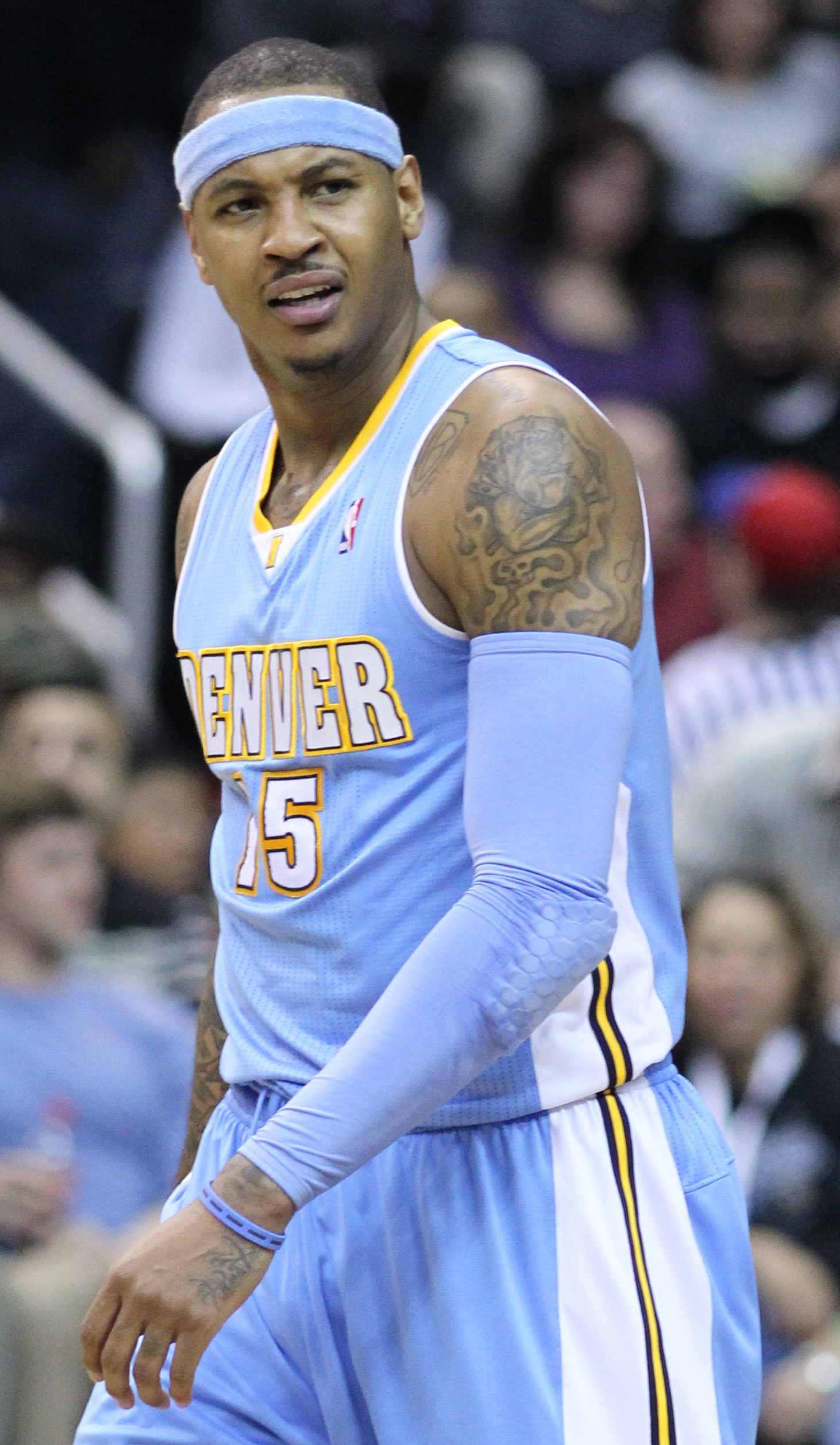
卡梅羅·安東尼穿著現代的NBA球衣，還配帶著球隊顏色的頭帶與護腕。

最早，籃球服裝並沒有被規範，而是有各式各樣的種類，從田徑服到美式足球服都有人穿著。

### 配飾
1970年代時，斯歷克·沃茨和標·禾頓開始佩戴頭巾，很快就受到其他球員的歡迎，歷克·巴利促使腕帶的流行，其他球員很快創造了變化，例如覆蓋前臂或二頭肌的腕帶，這些配飾可用作擦汗或簡單時尚之用。

## 現代

### 美國籃球

#### 規定
在職業籃球或正式比賽中，主場隊伍通常會穿著比客場隊伍更淺色的球衣。
在NBA中，球褲褲緣不能超過膝蓋以上一英呎處，而且球衣底下不能穿著T-shirts；而美國大學籃球的規定就比較寬鬆。許多NBA與WNBA在球衣上有著贊助商的廣告標誌。